# Colour the Small One
Colour the Small One é o terceiro álbum de estúdio da cantora australiana Sia, que foi lançado na Austrália e no Reino Unido em 19 de janeiro de 2004. E foi lançado nos Estados Unidos em 3 de fevereiro de 2004. A produção foi de Jimmy Hogarth, que também co-escreveu três faixas além de fornecer vários instrumentos. Foi relançado em 10 de janeiro de 2006 nos EUA, depois que a faixa "Breathe Me" se tornou popular nas rádios alternativo, e ela seguiu sua característica como a canção final no final da série de drama da HBO, Six Feet Under. O álbum atingiu o quinto lugar no Billboard Top Heatseekers Albums Chart. Em julho de 2011 "Breathe Me" também foi destaque no filme de televisão ABC Family, cyberbu//y.

## Antecedentes e Gravação
Em 2000, Sia estava morando no Reino Unido e gravou o seu album solo Healing Is Difficult, lançado em 2001. No entanto, ela estava descontente com a promoção e desvalorização que o álbum obteve. Sia demitiu seu gerente, deixou Sony Music e assinou com a Go! Beat Records, uma subsidiária do Universal Music Group. O então álbum Colour the Small One foi gravado em 2003 na Heliocentric Studios em Rye com produção de Jimmy Hogarth. Sia acreditava ter a maior influência em seu novo álbum graças a turnê em que fez com a banda Zero 7. Todas as faixas são co-escritas por Sia, cinco das 11 faixas originais são co-escritos com o guitarrista baixo, Samuel Dixon. Hogarth também co-escreveu três faixas com Furler e forneceu vários instrumentos. A faixa "The Bully" é co-escrita por Furler com o músico dos Estados Unidos, Beck. Duas outras canções das sessões Colour the Small One foram co-escritas com Beck, mas não foram usadas: "Natale's Song" tem vocais de apoio da cantora britânica Sophie Barker, que já havia trabalhado com Sia no single de Zero 7, "Destiny" (agosto de 2001). Outra cantora britânica, Yvonne John Lewis, que fez Featuring em "The Church of What's Happening Now" como vocalista de apoio.

## Liberação e promoção

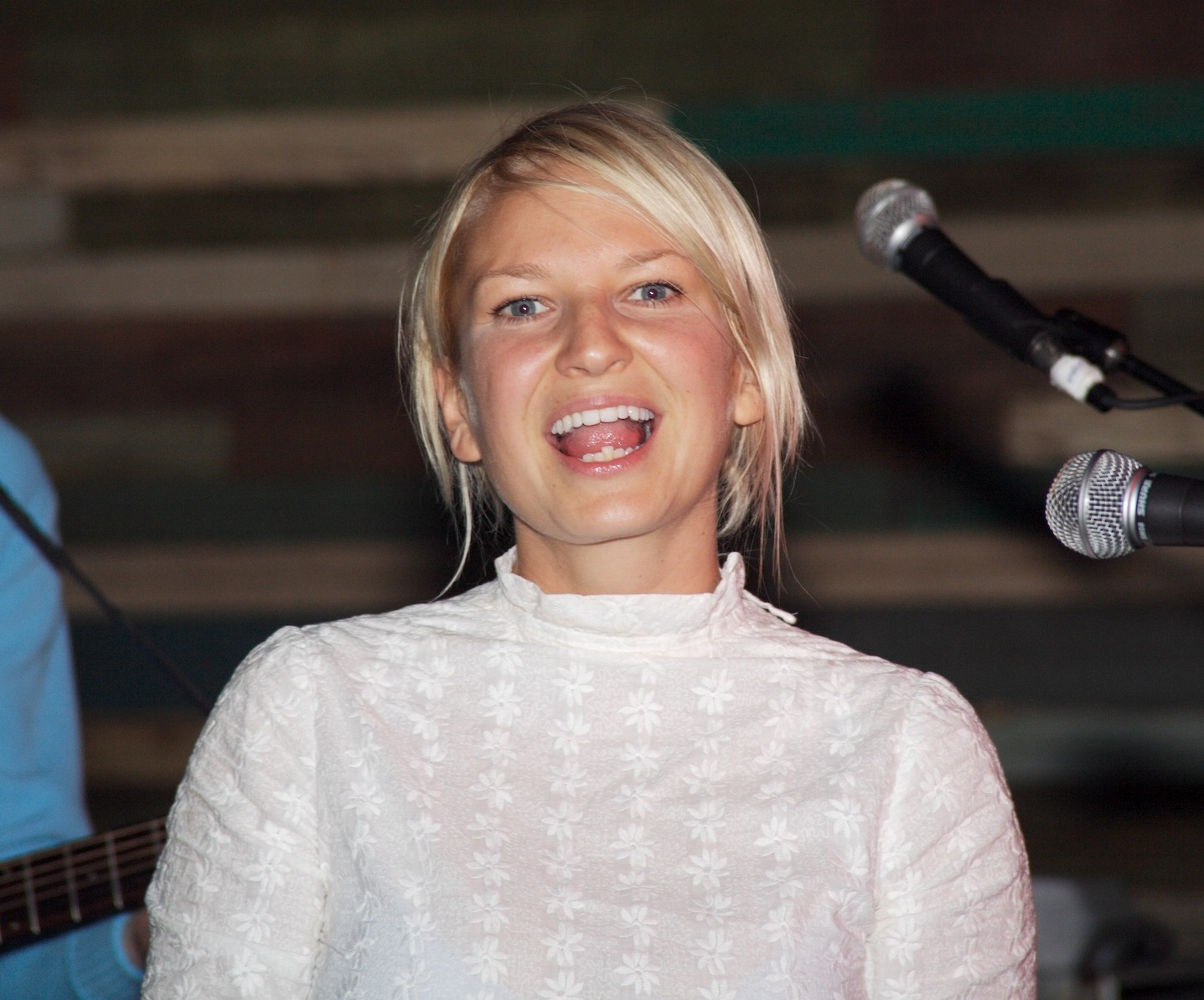
Sia no The Parish em Autin, 2006

A versão australiana inicial de Colour the Small One tinha onze faixas, com "Butterflies" que foi adicionado em versões posteriores. A faixa "Do not Bring Me Down" foi emitida como o single principal na Austrália no final de 2003. Colour the Small One alcançou o top 200 na UK Albums Chart. Na promoção do álbum, Go! A Beat Records forneceu um vídeo "making-of". Vídeo clipes foram gravados de duas faixas, "Breathe Me" e "Sunday", enquanto uma animação foi feita para "Numb". Um clipe musical foi filmado mais tarde para "Do not Bring Me Down", mas foi apresentada sua versão ao vivo, que apareceu em abril de 2007, no álbum ao vivo Lady Croissant.
Depois "Breathe Me" foi usado como trilha sonora no final da série de TV Six Feet Under (estreou em agosto de 2005). Então o álbum foi relançado em 10 de janeiro de 2006 nos EUA, em uma versão expandida com 16 faixas. O álbum atingiu o quinto lugar no Billboard Top Heatseekers Albums Chart. "Breathe Me" ganhou popularidade em rock alternativo e nas estações de rádio alternativas de adultos. Em 2007, "Breathe Me" foi usado em comerciais de televisão para Cooper University Hospital de South New Jersey, EUA. Em Abril de 2008, "Breathe Me" foi apresentado na telenovela alemã Verbotene Liebe, quando o supercouple (Super Casal) gay Christian Mann e Oliver Sabel se abraçaram como amantes pela primeira vez na televisão alemã. Além disso, em outubro de 2008, enquanto no Tokyo Game Show Ubisoft revelou um trailer de seu próximo jogo de vídeo game Prince of Persia, em que usaram a faixa "Breathe Me". Muitos dos comerciais na NBC para os Jogos Olímpicos de Verão de 2008 exibiram clipes de "Breathe Me" e a canção também foi usada para comerciais da Coca-Cola durante os Jogos Olímpicos de Inverno de 2010. O filme Cyberbully também usou "Breathe Me" durante a cena em que Taylor entra em uma depressão suicida. "Numb" foi apresentado em um episódio de Nip / Tuck (3a Temporada EP 33 - "Rhea Reynolds"), e ela tocou no final do episódio. Foi também regularmente usado na série de TV UK Holby City e foi jogada na telenovela do Reino Unido, Hollyoaks várias vezes. Ele também foi usado em um episódio de The Hills.

## Recepção da Crítica
Colour the Small One recebeu críticas geralmente favoráveis de acordo com a classificação do site Metacritic levando 77 de 100 com base em 15 críticos profissionais. Jon O'Brien de Allmusic notou que " Os vocais íntimos e silenciosos de Furler estão rodeados de música eletrônica acústica folk-tingida". Chris Ott de Pitchfork encontrou o álbum como um "downtempo do caleidoscópio da dor e o progresso é incapaz de prender sobre tudo que alcança para, mas entrega os momentos do brilho e do ousar". Carmine Pascuzzi de Mediasearch descreveu Furler " Fornecendo uma faísca às degustações acústicas / refrigeradas de hoje" com um álbum "mais experimental" do que Healing Is Difficult.

## Alinhamento das Faixas
| N.º            | Título                                     | Compositor(es)                             | Duração |  |
| 1.             | "Rewrite"                                  | Samuel Dixon, Sia Furler                   | 4:45    |  |
| 2.             | "Sunday"                                   | Dixon, Sia Furler                          | 4:17    |  |
| 3.             | "Breathe Me"                               | Dan Carey, Furler                          | 4:34    |  |
| 4.             | "The Bully"                                | Beck (aka B Hansen), Furler, Jimmy Hogarth | 3:51    |  |
| 5.             | "Sweet Potato"                             | Kevin Cormack, Furler, Hogarth             | 4:00    |  |
| 6.             | "Don't Bring me Down"                      | Furler, Blair MacKichan                    | 4:25    |  |
| 7.             | "Natale's Song"                            | Dixon, Furler                              | 2:32    |  |
| 8.             | "Butterflies (International version only)" | Cormack, Furler, Hogarth                   | 3:26    |  |
| 9.             | "Moon"                                     | Dixon, Furler, Hogarth                     | 5:02    |  |
| 10.            | "The Church of What's Happening Now"       | Dixon, Furler                              | 4:27    |  |
| 11.            | "Numb"                                     | Furler, Felix Howard, James McMillan       | 4:40    |  |
| 12.            | "Where I Belong"                           | Dixon, Furler                              | 5:45    |  |
| Duração total: | Duração total:                             | Duração total:                             | 48:18   |  |

Todas as faixas escritas por Sia Furler.

## Pessoal
Créditos adaptados de todas as notas de álbuns para a versão britânica (Janeiro de 2004) para faixas 1 a 12; E de notas de álbum para a versão dos EUA (2005) para as faixas 13 a 16 (Nota: os créditos para as faixas 9 a 14 são erroneamente relatados como créditos para as faixas 8 a 13, respectivamente).
Design e Fotografia
- Fotografia: Martin Gerlach
- Artwork: Stephen Tappin
- Direção de arte: Blue Source

Produção
- Produtor: Jimmy Hogarth
- Engenheiro de Áudio: Cameron Craig
- Assistant engineer: Patrick Moore
- Mixagem: Tchad Blake
- Arranjo de corda: Will Malone
- Remix e produção adicional: Four Tet (track 15), Ulrich Schnauss (track 16)

Compositor
- Lírica: Sia Furler
- Música: Sia Furler, Samuel Dixon (tracks 1, 2, 7, 9, 10, 12), Dan Carey (tracks 3, 15, 16), Beck Hansen (track 4), Jimmy Hogarth (tracks 4, 5, 8, 9), Kevin Cormack (tracks 5, 8), Blair MacKichan (track 6), Felix Howard (track 11), James MacMillan (track 11), Chad Fischer (track 13), Larry Goldings (track 14)

Musicos
- Vocais: Sia Furler
- Background vocals: Sia Furler, Sophie Barker (track 7), Yvonne John Lewis (track 11)
- Noises: Kevin Cormack (tracks 1, 6, 11, 14), Sam Dixon(track 1)
- Teclado (instrumento musical): Martin Slattery (tracks 1–8, 10–14), Jimmy Hogarth (track 9)
- Baixo: Sam Dixon (tracks 1–8, 10–14), Jimmy Hogarth (track 9)
- Guitarra de 12 cordas: Sam Dixon (track 1)
- Acordeão: Sam Dixon (track 1), Kevin Cormack (tracks 5,8)
- Guitar: Jimmy Hogarth (tracks 1–11, 13, 14), Kevin Cormack (tracks 4, 5, 7), Samuel Dixon (track 9)
- Bass drum: Jeremy Stacey (track 1)
- Drums: Jeremy Stacey (tracks 2, 4–14), Felix Bloxsom (tracks 1, 3)
- Guitarra élétrica : Kevin Cormack (tracks 2, 12), Martin Slattery (track 12)
- Flauta: Martin Slattery (track 2, 14)
- Clarinete: Martin Slattery (track 2), Kevin Cormack (track 8)
- Percussão: Jimmy Hogarth (tracks 2, 6, 9, 12), Kevin Cormack (tracks 3–5, 8), Felix Bloxsom (track 7)
- Marimba: Felix Bloxsom (track 3)
- Piano: Martin Slattery (track 3)
- Glockenspiel: Sia Furler (track 9)
- Chimes de Vento: Martin Slattery (track 11)
- Guitarra Acústica: Felix Howard (track 11), Jimmy Hogarth (track 12), Kevin Cormack (track 13)
- Contrabaixo: Arnulf Lindner (track 11)
- Chifre: Martin Slattery (track 12)
- Vibraphone: Kevin Cormack (track 8)

## Charts
| Chart (2006)                   | Pico de Posição |
| ------------------------------ | --------------- |
| US Top Heatseekers (Billboard) | 14              |